# Haliclona ellipsis
Haliclona ellipsis är en svampdjursart som beskrevs av Kazuo Hoshino 1981. Haliclona ellipsis ingår i släktet Haliclona och familjen Chalinidae. Inga underarter finns listade i Catalogue of Life.